# Marbach an der Donau
Marbach an der Donau település Ausztriában, Alsó-Ausztria tartományban, a Melki járásban. Tengerszint feletti magassága 219 méter, területe 10,66 km².

## Elhelyezkedése
Marbach an der Donau Münichreith-Laimbach, Maria Taferl, Klein-Pöchlarn, Pöchlarn, Krummnußbaum, Persenbeug-Gottsdorf és Hofamt Priel településekkel határos.

## Népesség
| 2016 | 1 668 |
| 2018 | 1 677 |